# Mesoggi

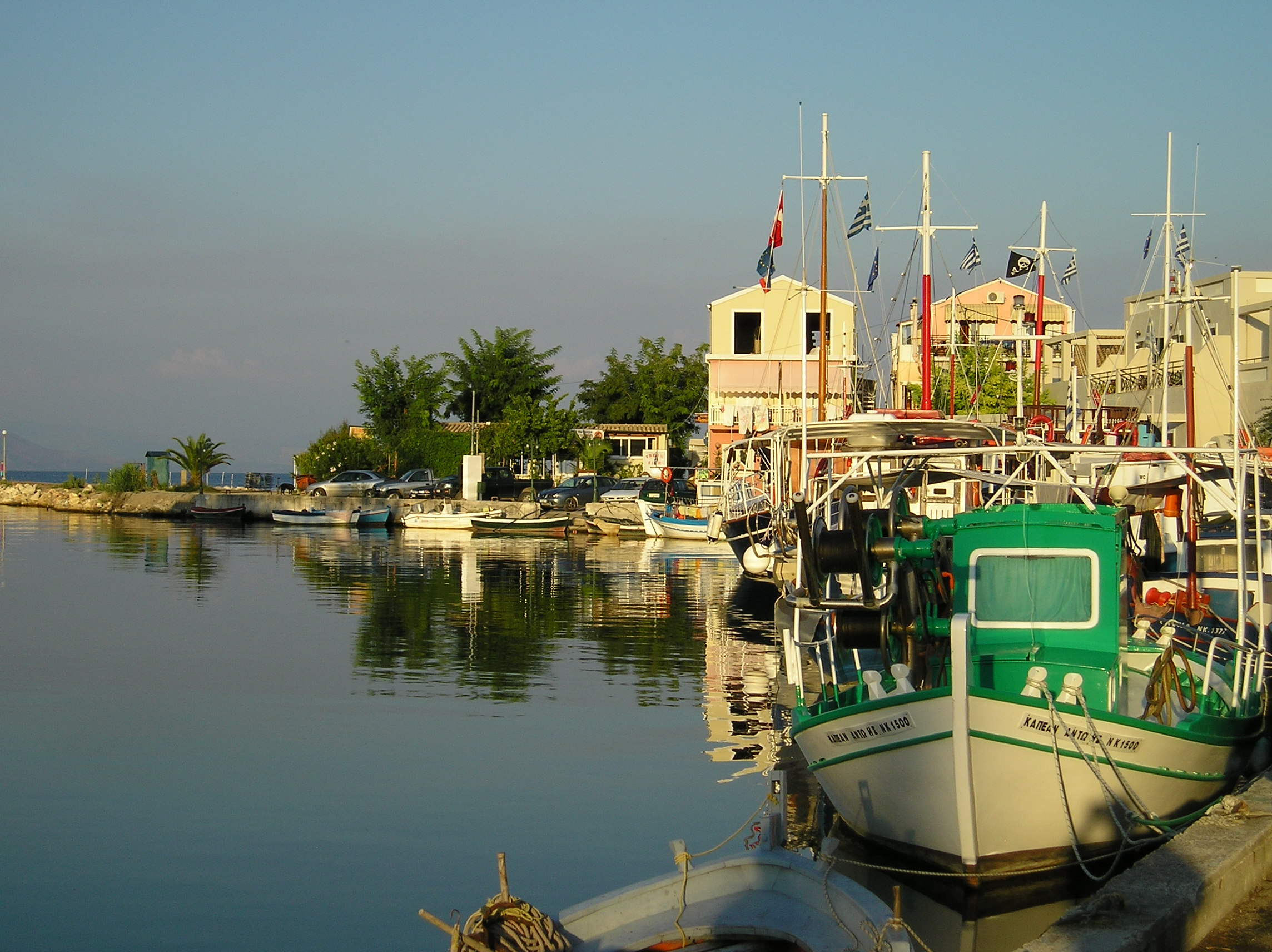

Mesoggi (grekiska: Μεσογγή) är en liten by på den grekiska ön Korfus östra sida. Byn har i dag vuxit ihop med Moraïtika; gränsen mellan byarna består av en flod.